# Anatolikón (Thessalonique)
Anatolikón (grec moderne : Ανατολικόν) est une localité située dans le dème de Délta, dans le district régional de Thessalonique, dans la periphérie de Macédoine-Centrale, en Grèce.
Selon le recensement de 2011, elle compte 2 589 habitants.